# 855 TCN
855 TCN là một năm trong lịch La Mã.